# Сеит Мегмет
Сеит Мегмет эфенди (XVIII век — 1 ноября 1806, Таврическая область) — последний кадиаскер Крымского ханства, второй муфтий Таврической области.

## Биография
В указе Екатерины II светлейшему князю Г. А. Потемкину, от 28 июня 1783 года говорилось, что необходимо «определить надлежащее и нескудное содержание мечетям и служащим в оных школах их и на другие тому подобные полезные дела». Мусульман Крыма на тот момент возглавляли муфтий Мусалар эфенди и кадиаскер Сеит Мегмет эфенди. Именным указом они были переутверждены в своих должностях 24 апреля 1784 года. Им устанавливалось жалованье из местных доходов. Мусалар эфенди полагалось по 2.000 рублей в год, а Сеит Мегмет эфенди — 1.500 рублей.
В 1791 году умер муфтий Мусалар эфенди, но его должность оставалась вакантной. Только 18 июня 1792 года правитель Таврической области генерал-майор С. С. Жегулин подал официальное представление в Санкт-Петербург в котором ходатайствовал об утверждении на должности муфтия кадиаскера Сеит Мегмет эфенди. Кроме того, С. С. Жегулин и Сеит Мегмет эфенди предложили упразднить должность кади-аскера и избрать коллегию, состоявшую из 6 «эфендиев». 23 января 1794 года Екатерина II подписала указ, в котором муфтием был утверждён Сеит Мегмет эфенди. Таврическому муфтию подтверждалось теперь уже казённое жалованье в размере 2.000 рублей в год. Санкт-петербургское правительство предпочло не устранять традиционную в мусульманской общине Крыма должность кади-аскера. На этот пост был назначен Абдураим эфенди. Кроме того, в помощь муфтию и кади-аскеру были определены 5 членов предложенной духовной консистории, которые составили Таврическое магометанское духовное правление.
В сентябре 1801 года таврический муфтий Сеит Мегмет эфенди прибыл в Санкт-Петербург и представил императору Александру I докладную записку. Она касалась дел, которые накопились за долгое время и требовали рассмотрения российской государственной властью. Записка заключалась в 5 пунктах.
- О подтверждении прав и преимуществ, дарованных крымским татарам, в том числе духовенству. Поднималась проблема людей, записанных по ревизии «из духовенства в число казенных крестьян». Муфтий предлагал вернуть их вновь в духовное сословие.
- О вакуфных имуществах и капиталах. Муфтий предлагал утвердить их при мечетях, текие и медресе на постоянной основе.
- О наследовании имений после смерти крымcкoгo мусульманина, об определении опекунов.
- О роли местного исламского духовенства вообще и таврического муфтията в частности.
- О реальном открытии в городе Ак-Мечеть таврического муфтията. Предлагалось построить или нанять специальное здание для его заceдaиий.

По пунктам записки новороссийским военным губернатором И. И. Михельсоном был сделан ряд замечаний, в целом поддерживающих предложения муфтия. Он считал, что мусульманское духовенство и все крымскотатарское население «оных привилегий заслуживают». Он ходатайствовал о том, чтобы «духовное правление открыть позволить». Что касается здания, то, по его мнению, государству было нужно либо приобрести дом за счёт казны и «на оный денег отпустить довольно», либо все содержание ТМДП и покупка здания «должны относиться на счет акуфу». Местом пребывания правления И. И. Михельсон также предлагал избрать город Ак-Мечеть.
В ответ на записку 14 ноября 1802 года Александром I был подписан указ на имя сенатора И. В. Лопухина с поручением рассмотреть на месте вопрос открытия магометанского правления в Таврической губернии. До этого И. В. Лопухин ревизовал несколько губерний, среди которых были Казанская и Оренбургская, где проживали крупные мусульманские общины. При исследовании дел в таврическом регионе И. В. Лопухину предстояло изучить ряд вопросов, связанных с состоянием ислама в Крыму. Во-первых, необходимость увеличения числа местного мусульманского духовенства; возвращение этому сословию разных привилегий, которые были даны ещё в царствование Екатерины, и какие привилегии можно назначить данному духовенству, на основании имевшихся ранее. Во-вторых, открытие в Симферополе Духовного правления с обозначением прав и обязанностей этой структуры и отвод специального здания. К решению этих вопросов император рекомендовал привлечь муфтия Сеит Мегмет эфенди, который к тому времени уже должен был вернуться в Симферополь, и принять во внимание его мнение «с пользой того края и справедливостию». Однако Сеит Мегмет эфенди в это время болел. Можно предположить, что на вопросы скорее всего, отвечал кади-аскер Абдурагим эфенди. Изучив жизнь мусульманской общины Крыма, И. В. Лопухин 18 февраля 1803 года представил доклад из 12 пунктов. Сенатор рекомендовал открыть магометанское правление в городе Симферополе состоящее из кади-аскера и 4 улемов. Однако и этот проект магометанского духовного правления остался только на бумаге. Тем не менее он оказал влияние на процесс открытия ТМДП и развития мусульманской общины в условиях Российской империи.
Умер Сеит Мегмет эфенди 1 ноября 1806 года.